# Provins
Provins es una comuna francesa, subprefectura del departamento de Sena y Marne, en la región de Isla de Francia.
El gentilicio de la ciudad es Provinois.

## Historia
Provins fue sede de una de las más importantes ferias de la provincia de Champaña, cuando la ciudad estaba bajo la jurisdicción del Condado de Champaña.

## Economía
Provins es conocida por su elaboración de rosas, que son usadas principalmente para el ámbito alimentario (mermelada, miel, dulces).

## Lugares de interés
Provins es una ciudad Patrimonio de la humanidad por la Unesco desde 2001.
La ciudad es célebre por sus fortificaciones medievales, de 1.200 metros de longitud con 22 torres, construidas entre 1226 y 1314.
Entre los monumentos de interés se encuentran:
- Iglesia de Saint-Ayoul
- Colegiata de Saint-Quiriace del siglo XII
- Tour Notre Dame Du Val de 1544
- Église Sainte Croix
- Hostellerie de la Croix D'Or, el albergue más antiguo de Francia, hoy restaurante.
- Hotel de Vauluisant de siglo XIII
- Torre César del siglo XII

Los subsuelos de la ciudad son recorridos por subterráneos medievales visitables, citados por Umberto Eco en El péndulo de Foucault junto con la otra curiosidad turística, la Grange aux Dîmes.

## Demografía
| 5 620 | 5 503 | 5 492 | 5 104 | 5 665 | 6 007 | 6 961 | 7 229 | 7 256 | 7 764 | 7 547 | 7 596 | 7 277 | 7 593 | 7 728 | 8 240 | 8 340 | 8 855 | 8 794 | 8 664 | 8 726 | 7 926 | 8 845 | 9 029 | 9 226 | 9 386 | 9 557 | 10 310 | 11 432 | 12 341 | 12 065 | 11 608 | 11 667 | 12 267 | 11 683 |
| Para los censos de 1962 a 1999 la población legal corresponde a la población sin duplicidades (Fuente: INSEE [Consultar]) |       |       |       |       |       |       |       |       |       |       |       |       |       |       |       |       |       |       |       |       |       |       |       |       |       |       |        |        |        |        |        |        |        |        |

## Personas destacadas
Provins es la ciudad natal de:
- Marie Jules César Savigny (1777-1851), zoólogo.
- Dominique Ané, Dominique A (nacido en 1968), cantautor.
- David Moncoutié, ciclista profesional.
- Abdelaziz Barrada, (nacido en 1989), futbolista.
- Jorge Dintilhac, sacerdote y rector fundador de la Pontificia Universidad Católica del Perú.

## Ciudades hermanadas
- Bendorf,  Alemania
- Pingyao,  China